# 세균분류학
세균분류학(細菌分類學, 영어: bacterial taxonomy)은 세균을 분류학적 순위로 분류하는 분류학의 하위 분야이다. 칼 폰 린네가 확립한 과학적 분류 체계에서 각 종은 속에 할당되어 두 부분으로 구분된 이름을 형성한다. 이명법은 계급 순위에서 가장 낮은 두 단계(속, 종)를 나타내며 공통의 특성을 기반으로 해서 더 큰 분류 단계에 속하게 된다. 이러한 분류 단계에서 역은 가장 큰 분류 단계가 된다. 현재 과학자들은 모든 생물들을 진핵생물역, 세균역, 고세균역의 3가지 역으로 분류한다.

## 같이 보기
- 분류학
- 세균